# Magliana Vecchia

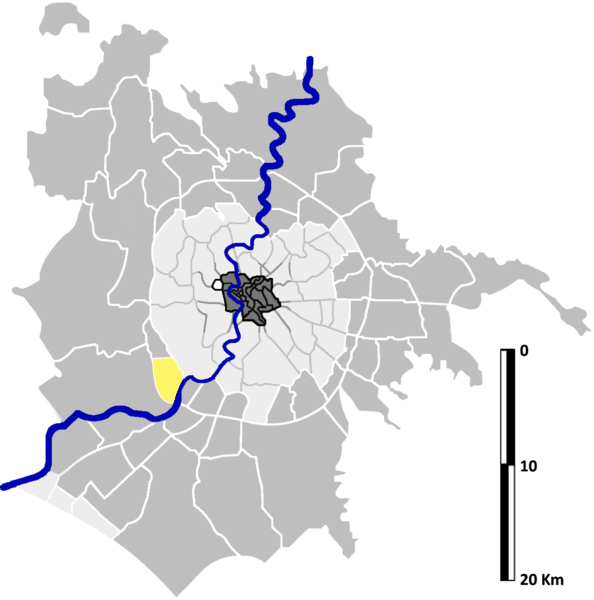
Lage von Magliana Vecchia in Rom

Magliana Vecchia bezeichnet die 40. Zone, abgekürzt als Z.XL, der italienischen Hauptstadt Rom. Im Gegensatz zu den Rioni, Quartieri und Suburbi sind es die ländlicheren Gebiete von Rom. Sie gehört zum Municipio XI und zählt 5036 Einwohner (2016). Sie befindet sich im Südwesten der Stadt innerhalb der römischen Ringautobahn A90 und hat eine Fläche von 8,9126 km².

## Geschichte
Magliana Vecchia wurde am 13. September 1961 durch Beschluss des Commissario Straordinario gegründet. Damals wurde der Ager Romanus in 59 Zonen geteilt, denen eine römische Zahl zugeteilt wurde und ein Z vorgestellt wurde. Davon wurden sechs an die neugegründete Gemeinde Fiumicino komplett ausgegliedert und drei weitere teilweise.